# Anne Roiphe

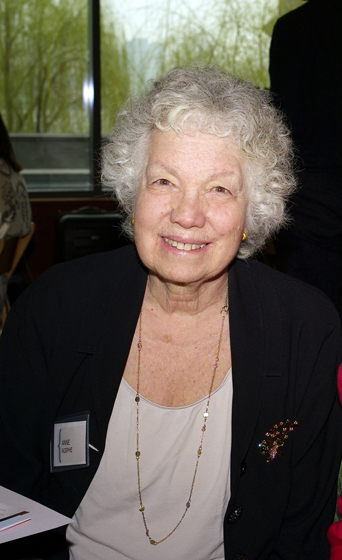
Anne Roiphe (2012)

Anne Richardson Roiphe (* 25. Dezember 1935 in New York City als Anne Roth), vormalig Anne Richardson, ist eine US-amerikanische Schriftstellerin.

## Leben
Roiphe wurde Ende 1935 in New York City als Tochter jüdischer Eltern geboren. Ihr Vater war mit sechs Jahren zusammen mit seinen Eltern aus Ungarn in die Vereinigten Staaten emigriert und hatte einen Abschluss von der Columbia Law School, ihre Mutter war die Tochter des Gründers des Bekleidungsunternehmens Van Heusen. Roiphe wuchs deshalb in den Kreisen der New Yorker Oberschicht auf und besuchte ab 1953 das Smith College und später das Sarah Lawrence College, wo sie 1957 ihren Abschluss machte. Danach reiste sie ein Jahr lang durch Europa, bevor sie 1958 den Dramatiker Jack Richardson heiratete. Die beiden wurden Eltern einer Tochter, ehe sie sich 1963 scheiden ließen. Vier Jahre später heiratete Roiphe den Psychoanalytiker Herman Roiphe (1924–2005) und bekam mit ihm zwei weitere Töchter, darunter die Autorin Katie Roiphe. Zu ihrer Familie gehören ferner neben Roiphes Tochter aus erster Ehe auch zwei Töchter aus der ersten Ehe ihres Ehemannes.

## Werk
Im Mittelpunkt von Roiphes Werk stehen Mutter-Tochter-Beziehungen und – seit den späten 1970er Jahren – eine Auseinandersetzung mit ihrer jüdischen Identität. Als Anne Richardson veröffentlichte Roiphe 1966 ihren Debütroman Digging Out, der die Reflexionen einer Frau beschreibt, deren Mutter im Sterben liegt. Ihr zweiter Roman Up the Sandbox! (1970) beschreibt die ausgefallenen Fantasien einer jungen Frau, die im unmittelbaren Kontrast zu deren langweiligem Leben als Hausfrau stehen. Das Buch wurde zwei Jahre später unter dem Titel Sandkastenspiele mit Barbra Streisand in der Hauptrolle verfilmt. Im selben Jahr erschien Roiphes dritter Roman Long Division, der eine lange Reise eines Mutter-Tochter-Gespanns dokumentiert und dabei das spannungsreiche Verhältnis der beiden untersucht. Roiphes vierter Roman Torch Song (1977) handelt von der Beziehung zwischen einer jüdischen Beatnik und einem sexuell perversen Schriftsteller, ihr fünfter Roman Lovingkindness (1987) erzählt die Geschichte eines jungen Mädchens jüdischer Herkunft, das gegen ihr säkulares Elternhaus rebelliert und sich einer ultraorthodoxen Strömung des Judentums anschließt. 1991 folgte unter dem Titel The Pursuit of Happiness ein Generationenroman aus der Feder Roiphes. Zwei Jahre später publizierte sie den Roman If You Knew Me über das Beziehungsgeflecht und das Leben der drei Hauptcharaktere mittleren Alters. 2003 folgte ein Roman über einen Bürgermeister New Yorks, der gegen eine Terrorserie in der Stadt, politische Verstrickungen und Skandale vorgehen muss. Zwei weitere Romane – An Imperfect Lens (2006) und Ballad of the Black and Blue Mind (2015) – folgten in den nächsten Jahren.
Ab Mitte der 1990er legte Roiphe verstärkt ihren Schwerpunkt auf autobiografische Schriften. 1996 veröffentlichte sie ihre Autobiografie Fruitful, in der sie auf die fehlende Auseinandersetzung der Frauenbewegung mit emanzipierten Frauen hinweist, die sich aktiv für ein Kind und damit das Dasein als Mutter entscheiden. Das Buch wurde für den National Book Award for Nonfiction nominiert. Weitere autobiografische Schriften folgten in den nächsten Jahren. Damit setzte Roiphe eine zweite Schiene ihres Werkskorpus neben den Romanen fort, die sie 1981 mit einem Sachbuch über die Assimilation jüdischer Einwanderer in den Vereinigten Staaten begonnen hatte. 1985 folgte ein gemeinsam mit ihrem Ehemann Herman Roiphe verfasstes Buch über die psychische Gesundheit von Kindern und 1988 eine Auseinandersetzung mit dem damaligen Zustand des Judentums und dem Holocaust. 1997 verfasste sie unter dem Titel A Mother’s Eye ein Sachbuch zum Thema „Mutterschaft und Feminismus“, so der Untertitel des Buches. Fünf Jahre später folgte ein Buch über die Institution der Ehe; 2006 ergänzte sie ihren sachliterarischen Werkskorpus mit einer Analyse der biblischen Frauengestalten Sara, Rebekka, Rachel und Lea (Water from the Well).
Ferner arbeitete Roiphe lange Zeit als Journalistin und schrieb unter anderem für verschiedene Frauenmagazine, das liberale jüdische Magazin Tikkun und die New York Times. Für mehrere Jahre verfasste sie zudem eine zweimonatliche Kolumne für den New York Observer. In der New York Times publizierte sie 1978 einen aufsehenerregenden Artikel, in dem sie sich selbst als säkulare Jüdin beschrieb, die alljährlich einen Weihnachtsbaum kaufe. Der in der Öffentlichkeit als Befürwortung der Assimilierung von Juden gewertete Artikel stieß auf Kritik zahlloser jüdischer Amerikaner und sorgte dafür, dass Roiphe sich privat und auch schriftstellerisch intensiver mit ihrer Identität als Jüdin beschäftigte. Im Laufe der Zeit positionierte sie sich als liberale Jüdin mit eher ambivalenter Haltung zum Judentum, die kritisch auf die konservative Politik Israels und das ultraorthodoxe Judentums blickte.

## Veröffentlichungen
Prosa
- Digging Out. McGraw-Hill, New York 1966.
- Up the Sandbox! Simon and Schuster, New York 1970. ISBN 0-671-20704-0.
- Long Division. Simon and Schuster, New York 1972. ISBN 0-671-21363-6.
- Torch Song. Farrar, Straus and Giroux, New York 1977. ISBN 0-451-07901-9.
- Lovingkindness. Summit Books, New York 1987. ISBN 978-0-671-64079-8.
- The Pursuit of Happiness. Summit Books, New York 1991. ISBN 0-671-66754-8.
- If You Knew Me. Little, Brown & Co., Boston 1993. ISBN 978-0-316-75430-9.
- Secrets of the City. Harmony Books, New York 2003. ISBN 1-4000-4945-8.
- An Imperfect Lens. Shaye Areheart Books, New York 2006. ISBN 978-1-4000-8211-7.
- Ballad of the Black and Blue Mind: A Novel. Seven Stories Press, New York 2015. ISBN 978-1-60980-608-8.

Autobiografien
- Fruitful: A Real Mother in the Modern World. Houghton Mifflin, New York 1996. ISBN 0-395-73531-9.
- 1185 Park Avenue: A Memoir. The Free Press, New York 1999. ISBN 0-684-85731-6.
- For Rabbit, With Love and Squalor: An American Read. The Free Press, New York 2000. ISBN 978-0-7432-0505-4.
- Epilogue: A Memoir. HarperCollins, New York 2008. ISBN 978-0-06-125462-8.
- Art and Madness: A Memoir of Lust Without Reason. Doubleday, New York 2011. ISBN 978-0-385-53164-1.

Sachliteratur
- Generation without Memory: A Jewish Journey in Christian America. Simon and Schuster, New York 1981. ISBN 0-8070-3601-3.
- mit Herman Roiphe: Your Child’s Mind: The Complete Guide to Infant and Child Emotional Well-Being. St. Martin’s Press, New York 1985. ISBN 0-312-89783-9.
- A Season for Healing: Reflections on the Holocaust. Summit Books, New York 1988. ISBN 0-671-66753-X.
- A Mother’s Eye: Motherhood and Feminism. Little, Brown & Co., London 1997. ISBN 978-1-86049-019-4.
- Married: A Fine Predicament. Basic Books, New York 2002. ISBN 978-0-465-07066-4.
- Water from the Well: Sarah, Rebekah, Rachel, and Leah. Harper, New York 2006. ISBN 978-0-06-073796-2.